# Alfred Barnes
Alfred John Barnes (17 juillet 1887 - 26 novembre 1974)  est un homme politique travailliste britannique.

## Biographie
Né à North Woolwich, il est le plus jeune enfant de William Barnes, un docker. Barnes perd une jambe dans un accident forain à l'âge de 8 ans. Il fait ses études au Northampton Institute et à la Central Saint Martins College of Art and Design.
Barnes travaille à l'origine comme artiste de l'or et de l'argent. Il est l'un des premiers membres du Parti travailliste indépendant et est fortement impliqué dans le mouvement coopératif. Il est président de la London Co-operative Society pendant neuf ans jusqu'en 1923 et l'un des fondateurs du Parti coopératif. Il est le président du Parti en 1924 et reste jusqu'en 1945. Il est également directeur et président de la National Cooperative Publishing Society.
En novembre 1922, Barnes est élu député d'East Ham South. En 1925, il est nommé whip travailliste et whip au gouvernement, en tant que Junior Lords du Trésor. Cependant, il est contraint de démissionner en octobre 1930 - bien que son poste de directeur de la National Cooperative Publishing Society n'ait pas été rémunéré, les règles parlementaires stipulaient qu'un ministre ne peut pas être administrateur d'une société publique (bien qu'il puisse s'agir d'une société privée) : Barnes a choisi de rester au conseil d'administration de la coopérative plutôt que comme whip. Comme de nombreux députés travaillistes, il perd son siège aux élections générales de 1931, mais le retrouve en 1935.
En 1945, Barnes est nommé conseiller privé et ministre des Transports de guerre, plus tard ministre des Transports, servant jusqu'à la chute du gouvernement travailliste en 1951 . Il ne se représente pas à son poste de député aux élections générales de 1955.